# Лещенко, Павел Афанасьевич
Павел Афанасьевич Лещенко (15 июля 1907 — 21 ноября 1984) — Герой Советского Союза, командир 95-го гвардейского стрелкового полка 31-й гвардейской стрелковой дивизии 11-й гвардейской армии 3-го Белорусского фронта, гвардии подполковник.

## Биография
Родился 15 июля 1907 года в селе Константиновское Петровской волости Благодарненского уезда Ставропольской губернии (ныне — Петровский район Ставропольского края).
Окончил семь классов неполной средней школы. Работал в колхозе трактористом, затем председателем сельского совета.
В ноябре 1929 года был призван в Красную Армию. В течение года обучался в Закавказской военно-пехотной школе (г. Тбилиси). После её окончания служил в должностях командира отделения, взвода, полуроты (октябрь 1930-октябрь 1938), руководителя учебной группы. В феврале 1940 года был назначен начальником полковой школы в городе Архалкалаки (Грузия). В декабре 1940 года был направлен на курсы «Выстрел» в город Солнечногорск Московской области, которые окончил в 1941 году.
В боях Великой Отечественной войны с июня 1941 года. В начале июля 1941 года направлен на Западный фронт под город Оршу. В августе-сентябре 1941 года в Ярославской области была сформирована 328-я стрелковая дивизия (с мая 1942 года — 31-я гвардейская дивизия) в составе которой П. А. Лещенко прошёл боевой путь с начала в должности заместителя командира, а с апреля 1943 года — в должности командира 95-го гвардейского стрелкового полка.
13 июля 1944 года умело организовал форсирование реки Неман под городом Алитус на территории Литвы. Его полк первым захватил и удержал плацдарм на левом берегу реки. За головным батальоном П. А. Лещенко переправился на плацдарм и возглавил бои по отражению вражеских контратак и бои за расширение плацдарма.
Указом Президиума Верховного Совета СССР от 24 марта 1945 года за мужество и героизм, проявленные при форсировании Немана и удержании плацдарма на его западном берегу гвардии подполковнику Лещенко Павлу Афанасьевичу присвоено звание Героя Советского Союза.
После войны окончил курсы усовершенствования офицерского состава при Военной академии имени М. В. Фрунзе, после чего продолжил службу в Советской Армии в качестве преподавателя Уфимского пехотного училища.
С октября 1949 года работал старшим преподавателем военной кафедры Уральского лесотехнического института в Свердловске (в это же время стал председателем охотничьего коллектива института).
С января 1955 года полковник П. А. Лещенко — в запасе. В это же время он стал заместителем председателя городского общества охраны природы.
С марта 1965 года в течение нескольких лет работал председателем Свердловского городского общества охотников и рыболовов, активно участвовал в военно-патриотическом воспитании молодёжи.
Умер 21 ноября 1984 года. Похоронен на Широкореченском кладбище в Екатеринбурге.

## Награды
- медаль «Золотая Звезда»[1] (№ 4200).

Также награжден 2 орденами Ленина (24.03.1945, 26.10.1955), 3 орденами Красного Знамени (07.09.1943, 23.02.1945, 19.11.1951), орденами Суворова 3-й степени (02.07.1944), Отечественной войны 1-й степени, 2 орденами Красной Звезды (15.04.1943, 03.11.1944), медалями, в том числе Медаль «За оборону Москвы».

## Галерея

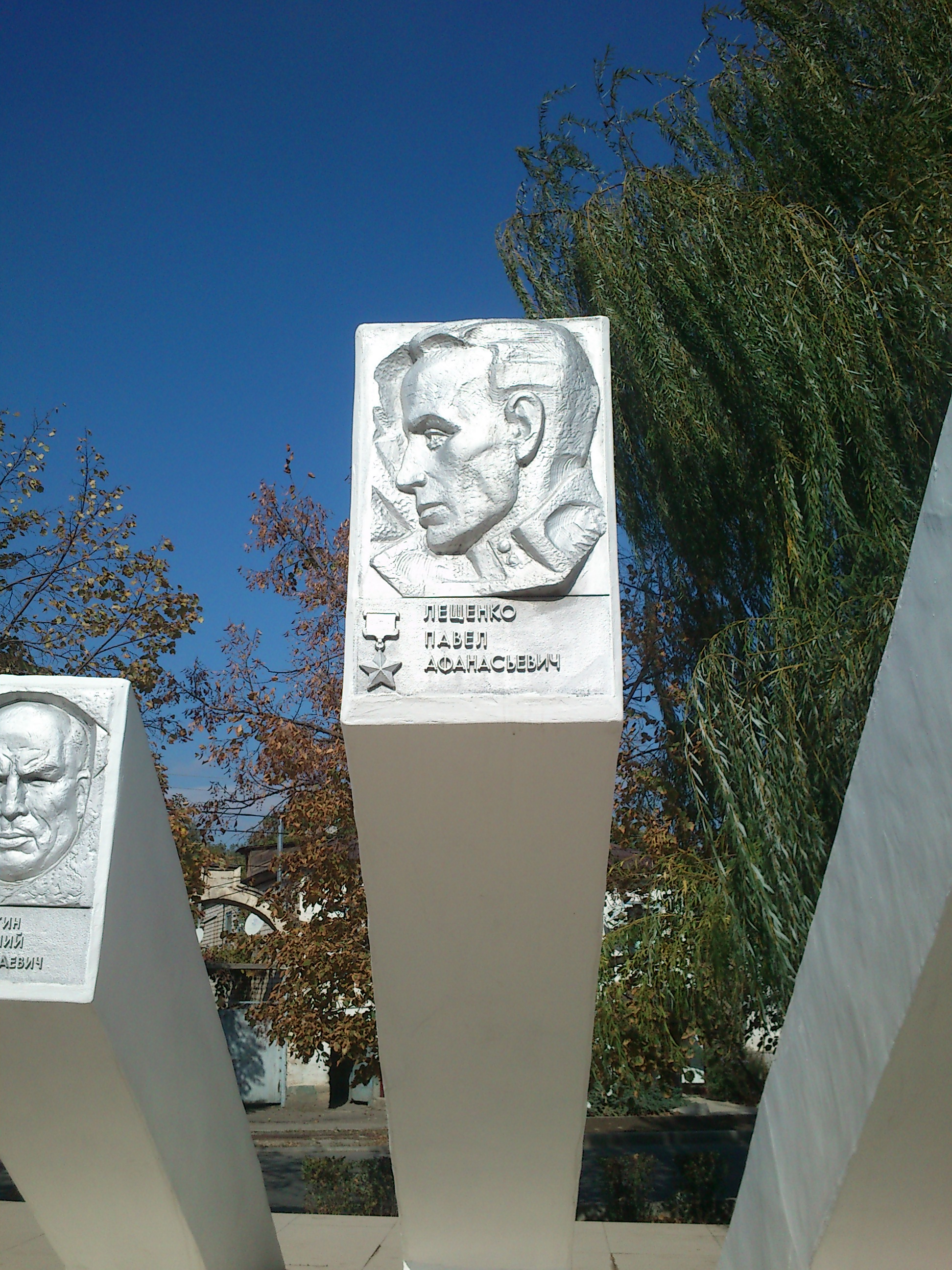
Барельеф на Аллее Славы в Светлограде